# Jacob Ramus
Jacob Ramus (født 6. februar 1716 i København, død 24. december 1785 i Odense) var en dansk biskop, i Fyens Stift med hjemsted i Sankt Knuds Kirke i Odense; han var søn af biskop Christian Ramus. 
Ramus blev student fra Odense 1734 og tog 1738 teologisk eksamen. Derefter var han amanuensis hos sin fader, men blev allerede 1741 udnævnt til fredagspræst ved Sankt Knuds Kirke i Odense. Ved hans indvielse holdt kirkens øverste kapellan, N. Sass, indledningstalen og valgte vistnok med en spydig bagtanke texten af 1. Mos. 27, 20: "Hvorledes haver du saa snart fundet det, min Søn?" 1744 blev han nævnte kapellans efterfølger, 1745 sognepræst for Sankt Knuds Menighed, 1747 stiftsprovst og provst i Odense Herred. 
Ramus blev 1762 faderens medhjælper i bispeembedet og efterfulgte ham samme år som biskop, men ordineredes først 12. maj 1763 af biskop Ludvig Harboe i kronprinsens og arveprinsens nærværelse. 1766 blev han æresmedlem af det kongelige danske Agerakademi og optogs senere som medlem af det lærde og typografiske selskab i Fyn. Med en af sine præster, Villads Borchsenius i Husby, havde han 1777 en længere strid i anledning af dennes Historiske Katekismus, som han fik konfiskeret. 1783 indviede han N.E. Balle til Sjællands biskop. 
Foruden nogle skoletaler og talen ved Balles bispevielse har han udgivet Anmærkninger over Alethophili Tanker om Præsteklubben (1784), hvori han forsvarer sine præster over for et nærgående anonymt angreb i Iversens fynske aviser. Han var også salmedigter og udgav Gudelige Salmer, 1.-3. samling (1781-83), der dog ikke vidne om nogen særlig poetisk begavelse, hvilket han i øvrigt selv følte. De blev udgivne efter opfordring og opnåede i kort tid 3 oplag; flere af dem optogs i den evangelisk-kristelige salmebog, og en af dem er nået over i Salmebog for Kirke og Hjem (1899).